# Вогулка (присілок, Шалинський міський округ)
Вогу́лка (рос. Вогулка) — присілок у складі Шалинського міського округу Свердловської області.
Населення — 24 особи (2010, 35 2002).
Національний склад станом на 2002 рік: росіяни — 94 %.